# 姆林基 (哈尔科夫州)
49°33′52″N 37°14′28″E / 49.56444°N 37.24111°E
姆林基（烏克蘭語：Млинки）是位於烏克蘭東部的村莊，由哈爾科夫州庫皮揚斯克區的舍夫琴科韦市镇負責管轄。該村始建於1802年，面積2.23平方公里，海拔高度127米，2001年人口582，人口密度每平方公里261人。